# 雅莱 (曼恩-卢瓦尔省)
雅莱（法語：Jallais，法語發音：[ʒalɛ] ⓘ）是法国曼恩-卢瓦尔省的一个旧市镇，属于绍莱区。2015年12月15日，雅莱和相邻的9个市镇合并为新市镇莫日地区博普雷欧（Beaupréau-en-Mauges）。

## 地理
雅莱（47°11'49"N, 0°52'8"W）面积52.81 平方千米，位于法国卢瓦尔河地区大区曼恩-卢瓦尔省，该省份为法国西部内陆省份，大致对应安茹地区，北起顺时针与马耶讷省、萨尔特省、安德尔-卢瓦尔省、维埃纳省、德塞夫勒省、旺代省、大西洋卢瓦尔省和伊勒-维莱讷省接壤。
与雅莱接壤的市镇（或旧市镇、城区）包括：昂德勒泽、莫日地区博普雷欧、拉沙佩勒鲁斯兰、拉瑞博迪耶尔、埃夫尔河畔勒迈、莫日地区讷维、拉普瓦特维尼耶尔、圣莱赞、特雷芒蒂讷。

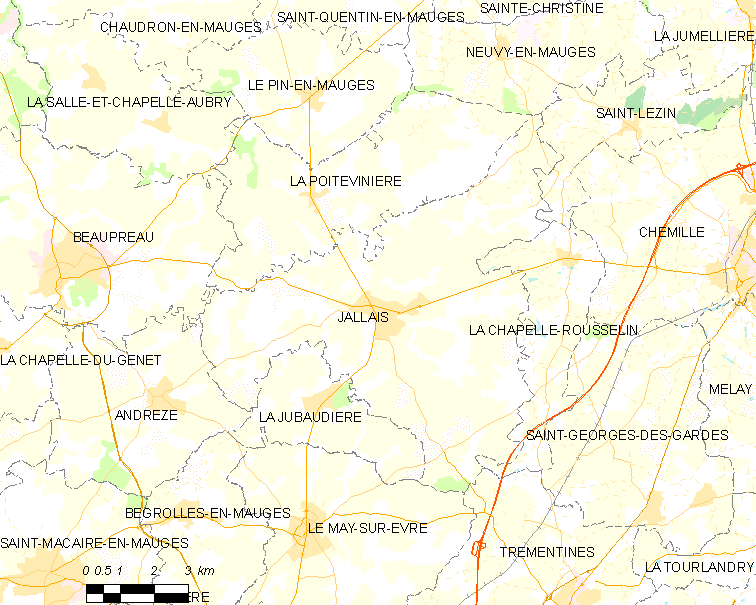
的OSM定位图

雅莱的时区为UTC+01:00、UTC+02:00（夏令时）。

## 行政
雅莱的邮政编码为49510，INSEE市镇编码为49162。

## 政治
雅莱所属的省级选区为莫日地区博普雷欧县。

## 人口

1962-2008年间人口变化图示

雅莱于2018年1月1日时的人口数量为3410人。